# Henri Akoka
Henri Akoka (né le 23 juin 1912 à Palikao en Algérie française et mort le 22 novembre 1976 à Saint-Cloud) est un clarinettiste français. Militaire durant la Seconde Guerre mondiale, il est détenu dans plusieurs camps où il continue une activité musicale.

## Biographie
Henri Akoka était le deuxième des six enfants d'Abraham Akoka, trompettiste. La famille quitte l'Algérie en 1926 vers Ponthierry en France, afin que les enfants puissent poursuivre leurs études de  musique. Henri a commencé à jouer dans l'orchestre de l'usine de papier peint où son père travaillait, et a également joué dans des bandes sonores de films muets à partir de l'âge de 14 ans. Pendant cette période, il a étudié sous la direction de M. Briançon, clarinettiste à la Musique de la Garde Républicaine, qui l'encouragea à présenter le concours du conservatoire de Paris.
Henri Akoka est diplômé du Conservatoire de Paris obtenant le premier prix de clarinette en 1935 dans la classe d'Auguste Périer. Son frère Lucien Akoka obtient un premier prix au cornet en 1937.
Il rejoint d'abord l'Orchestre Symphonique de la Radio-diffusion de Strasbourg, puis devient membre de l'Orchestre National de la Radiodiffusion française à Paris.
Au début de la Seconde Guerre mondiale en 1939, Akoka est envoyé dans un orchestre militaire à Verdun, où il rencontre Étienne Pasquier et Olivier Messiaen,. À Verdun, Messiaen entreprend d'écrire une pièce pour clarinette seule pour Henri Akoka. Tous trois sont capturés par les forces nazies en juin 1940. Alors qu'ils attendent dans un camp de transit proche de Nancy d'être transportés dans un camp de prisonniers en Allemagne, Henri Akoka, autorisé à garder sa clarinette, lit à vue la partition et répète en plein air la composition  qui deviendra l' Abîme des oiseaux pour clarinette seule de Messiaen; Pasquier lui servant de pupitre. Akoka se plaignant de la difficulté technique de la pièce, la seule réponse de Messiaen fut : « Tu te débrouilles ! »

« Clarinette seule. L’abîme, c’est le Temps, avec ses tristesses, ses lassitudes. Les oiseaux, c’est le contraire du Temps : c’est notre désir de lumière, d’étoiles, d’arc en ciel et de jubilantes vocalises ! »

— Olivier Messiaen, Préface à la partition Abîme des oiseaux.

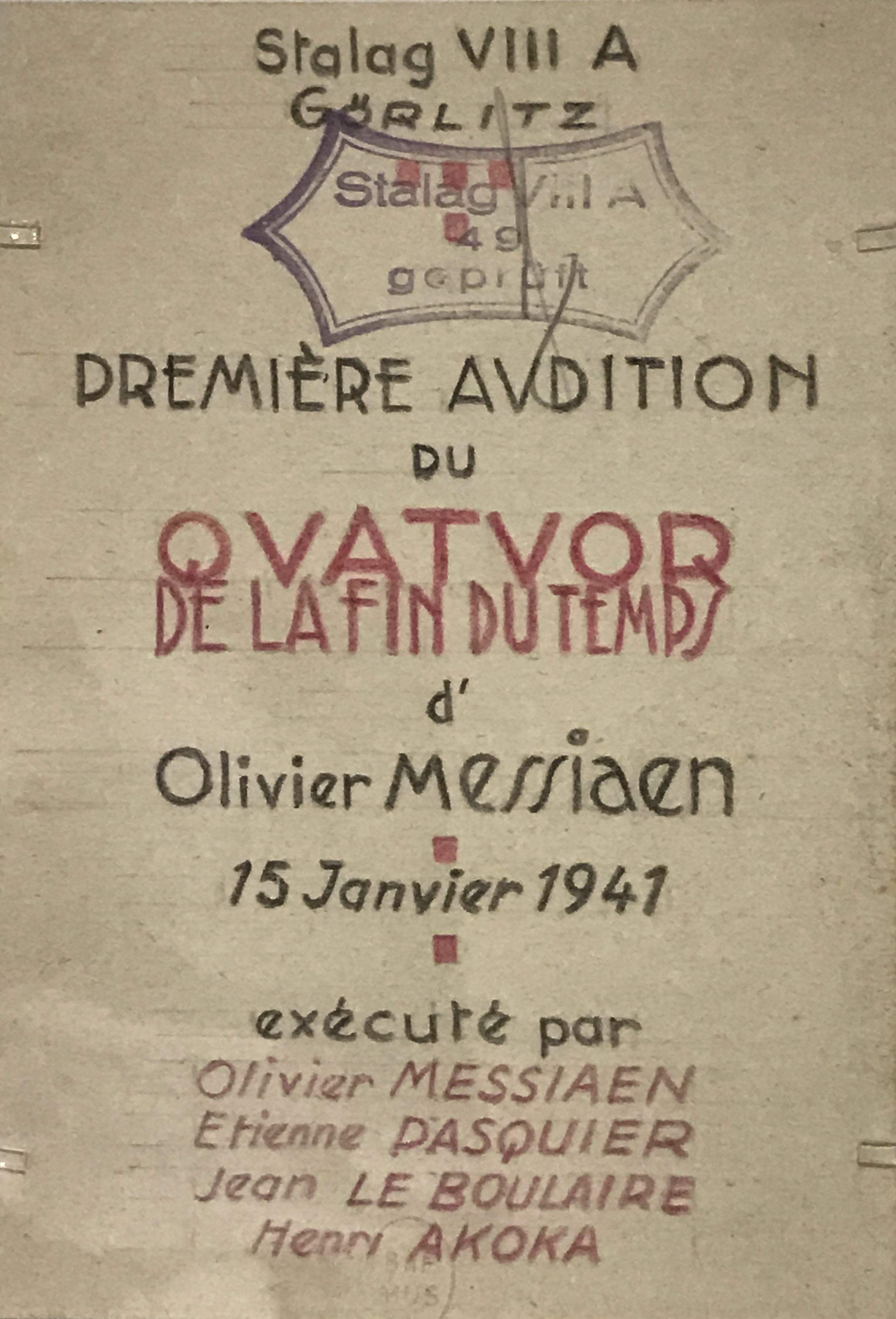
Invitation pour la création du Quatuor pour la fin du Temps réalisée par un détenu du Stalag de Görlitz

Ils sont ensuite envoyés au Stalag VIII-A à Görlitz, où ils rencontrent le violoniste Jean Le Boulaire . C'est pour cet ensemble atypique que Messiaen a composé son Quatuor pour la fin du temps, créé au camp le 15 janvier 1941 , qui intègre dans le troisième mouvement la pièce pour clarinette seule précédemment créée.
Après la guerre, Henri Akoka a déclaré que ce quatuor était « le seul souvenir de la guerre que je souhaite conserver » ; cependant, il ne l'a plus jamais joué.
L'évasion d'Henri Akoka du camp a été organisée par Karl-Albert Brüll, un gardien qui a fourni de faux papiers à Messiaen. Cependant, il a été retiré du camion de transport « à cause de son apparence juive ». Il s'est ensuite échappé en avril 1941 en sautant sur le toit d'un train en marche « avec sa clarinette sous le bras ». Il est retourné à l'Orchestre national de la radio, qui opérait depuis la zone libre de Marseille . Puis il changera d'identité jusqu'à la fin de la guerre pour échapper aux persécutions.
Henri Akoka jouait pendant la guerre une clarinette Couesnon avec un bec Couesnon refacé Périer, qui donnait une sonorité et un timbre typiquement français que Messiaen ne retrouvait pas avec les clarinettistes d'après-guerre comme Guy Deplus ; ce qui força Messiaen à changer des nuances de certains passages lors de l'enregistrement de 1963, qu'il supervisait, avec Guy Deplus à la clarinette.
Après guerre, Henri Akoka poursuit sa carrière dans les orchestres parisiens.

## Vie privée
Marié à Jeannette Chevalier, ils ont un fils Philippe.
Akoka meurt le 22 novembre 1976 d'un cancer à Saint-Cloud.

## Postérité
Le clarinettiste David Krakauer et Matt Haimovitz rendent hommage en 2012 à Henri Akoka dans un projet donnant lieu à un enregistrement en 2017 dans l'album Akoka: Reframing Messiaen's Quartet For The End Of Time (label Pentagone).